# Into
Into (fiń. entuzjazm) – czwarta płyta w dorobku fińskiej kapeli rockowej The Rasmus. Wydana w 2001 roku.
Płyta Into znalazła wielu nabywców, w szczególności w krajach skandynawskich i Niemczech, gdzie zyskała status platynowej oraz złotej płyty.
Album promowany był singlami „Heartbreaker”, „Chill” oraz „F-F-F-Falling”.

## Lista utworów
1. „Madness” -3:12
2. „Bullet” - 4:09
3. „Chill” - 4:17
4. „F-F-F-Falling” - 3:41
5. „Heartbreaker” - 3:41
6. „Smash” - 3:43
7. „Someone Else” - 4:29
8. „Small Town” - 4:02
9. „One & Only” - 3:50
10. „Last Waltz” - 4:39

Dodatkowymi utworami do tej płyty są:
1. „Days” - 4:12
2. „Can't Stop Me” - 2:53